# Biguanider
Biguanid är en organisk förening med formeln C2H7N5. Det är en färglös fast substans som löser sig i vatten och  ger en starkt basisk lösning. Lösningen hydrolyseras långsamt till ammoniak och urea.

## Biguanidläkemedel
Olika derivat av biguanid, kallade biguanider, används som läkemedel.

### Antihyperglykemiska medel
Termen "biguanider" hänvisar särskilt till en klass av orala läkemedel som motverkar hyperglykemi och används mot diabetes mellitus eller för prediabetisk behandling.
Som exempel kan nämnas:
- Metformin (dimetylbiguanidin) – används ofta vid behandling av typ 2-diabetes
- Fenformin (butylderivatet av biguanidin) – har tagits bort från marknaden i de flesta länder på grund av toxiska effekter
- Buformin (fenetylerad biguanidin) – har tagits bort från marknaden på grund av toxiska effekter

#### Historia
Getruta användes tidigt vid diabetesbehandling. På 1920-talet upptäcktes guanidinföreningar i extrakt från getrutesläktet. Djurstudier har visat att dessa föreningar sänkte blodsockernivåerna. Vissa mindre giftiga derivat som synthalin A och synthalin B användes för diabetesbehandling, men efter upptäckten av insulin, minskade deras användning. Biguanider återinfördes i diabetesbehandling typ 2 i slutet av 1950-talet. Inledningsvis var fenformin ett viktigt blodsockersänkande läkemedel, men orsakade ibland dödlig mjölksyraacidos, vilket resulterade i tillbakadragande från de flesta farmakopéer. Metformin har en mycket bättre säkerhetsprofil, och är den främsta biguaniden som används vid läkemedelsbehandling över hela världen.

#### Verkningsmekanismer
Biguanider påverkar inte produktionen av insulin, till skillnad från andra hypoglykemiska medel såsom sulfonylurea och meglitinider. Därför är de effektiva för typ 2-diabetiker, och i typ 1-diabetes när den används tillsammans med insulin.
Vid diabetes typ II används främst metformin som ökar insulinkänsligheten in vivo, vilket resulterar i minskade plasmaglukoskoncentrationer, ökad glukosupptag och minskad glukoneogenes.
I hyperinsulinemi kan biguanider dock sänka fastenivåer av insulin i plasma. Deras terapeutiska användningar härrör från deras tendens att minska glukoneogenes i levern och minskar då nivån av glukos i blodet. Biguanider tenderar också att göra cellerna i kroppen mer beredda att absorbera glukos som redan är närvarande i blodet, vilket då minskar nivån av glukos i plasman.

#### Biverkningar och toxicitet
Den vanligaste biverkningen är diarré och dyspepsi, som förekommer i upp till 30 % av patienterna. Den viktigaste och allvarlig biverkningen är laktacidos. Metformin är därför kontraindicerat vid nedsatt njurfunktion. Njurfunktionen bör utvärderas innan metformin används. Fenformin och buformin är mer benägna att orsaka acidos än metformin och har ersatts av metformin.

### Antimalariamedel
Vissa biguanider används också som antimalarialäkemedel. Som exempel kan nämnas:
- Proguanil
- Klorproguanil

### Desinfektionsmedel
Exempel på biguanidbaserade desinfektionsmedel är klorhexidin, polyaminopropylbiguanid, polyhexanid och alexidin.